# Кассуто, Умберто
Умбе́рто Кассу́то (итал. Umberto Cassuto; 1883, Флоренция, Италия — 1951, Иерусалим, Израиль) — итальянско-еврейский, затем израильский востоковед и исследователь Библии, раввин.

## Биография
Умберто Кассуто родился во Флоренции в семье Густаво Кассуто и Эрнестины Галетти. Окончил университет во Флоренции. Там же учился в раввинской семинарии и был произведён в ортодоксальные раввины. Вначале много работал над изучением истории евреев Италии, опубликовал первый научный труд в 1918 году. В 1922—1925 годах был директором семинарии, в дальнейшем сосредоточился, в основном, на библеистике. Был также профессором Римского университета, занимался каталогизацией еврейских книг Ватикана. В 1934 году вышел его капитальный труд «итал. La quitione della Genesi» о происхождении текста книги Бытия, где он дал серьёзную критику документальной гипотезы Юлиуса Велльгаузена.
В 1939 году Умберто Кассуто прибывает в Палестину и становится профессором в Еврейском Университете в Иерусалиме. Цикл лекций по критике документальной гипотезы был опубликован на иврите, был переведён на английский и пользуется большой известностью. Другая известная книга Кассуто — комментарий к книгам Бытия и Исход — часто цитируется, например, Нехамой Лейбович.
Рабби доктор Натан Кассуто, единственный сын Умберто Кассуто, погиб от рук нацистов в лагере в 1945 году. Невестка репатриировалась в Палестину, где в 1948 году попала в засаду на дороге к больнице Хадасса на горе Скопус и тоже была убита. Профессор Умберто Кассуто скончался в Иерусалиме в 1951 году. Оставшиеся в живых члены семьи поддерживают семейный архив.

## Вклад в библеистику
Профессор Кассуто внёс большой вклад, он применил к изучению Библии найденные параллельные тексты на угаритском языке. Кроме того, он развил литературный подход к Библии, в котором вместо механического расщепления текста анализируются литературные приёмы и литературное единство текста. Этот подход позволил ему написать популярный комментарий к Торе (Пятикнижию), с одной стороны, и раскритиковать документальную гипотезу, с другой. В лекциях по документальной гипотезе он формулирует её пять столпов и подвергает их серьёзной критике:
1. чередование имён Бога
2. вариации языка и стиля
3. противоречия и расхождения
4. дубликаты и повторы в тексте
5. признаки того, что текст составлен из более простых частей

Так, расхождения стиля он объясняет разной целью разных фрагментов. В ряде случаев он проводит сравнение с любимыми памятниками европейской литературы как «Божественная комедия» Данте, части которой тоже заметно отличаются.
Было бы ошибкой, однако, считать, что принадлежность к ортодоксальному иудаизму двигала профессором Кассуто. Часть критики документальной гипотезы относится не к дроблению текста, а к неоправданному объединению его в четыре источника, которых может быть и больше. В тех же случаях, когда Кассуто отстаивал цельность текста, он допускал, что текст мог быть составлен из разнородных фольклорных источников. И то, и другое недопустимо для ортодоксального еврейского взгляда. Например, противоречие в именах жён Исава (Быт. 26:34, 28:9, 36:1—3) Кассуто объясняет тем, что автор объединил два фольклорных источника, не зная, как выбрать правильный.

## Сочинения
- Умберто Кассуто, перевод с иврита на английский Israel Abrahams. The documentary hypothesis and the composition of the Pentateuch (Документальная гипотеза и состав Пятикнижия). Предисловие: Joshua A. Berman = ивр. תורת ה תעודות‎ Torat haTeudot. — Иерусалим: Shalem Press, 2006. — 142 с. — ISBN 978-965-7052-35-9.
- Умберто Кассуто. From Adam to Noah: A Commentary on the Book of Genesis I-VI. — Иерусалим: Magnes Press, 1978. — 323 с.
- Умберто Кассуто. From Noah to Abraham: A Commentary on the Book of Genesis 6-11. — Иерусалим: Magnes Press, Hebrew University, 1992. — 323 с.
- Умберто Кассуто. A commentary on the Book of Genesis. — Иерусалим: Magnes Press, Hebrew University, 1978.
- Умберто Кассуто. A commentary on the Book of Exodus. — Иерусалим: Magnes Press, Hebrew University, 2004. — 509 с.
- Умберто Кассуто. Книга Бытия и её построение = итал. La Questione della Genesi. — Флоренция: F. Le Monnier, 1934. — 429 с.